# Macrurohelea similis
Macrurohelea similis är en tvåvingeart som beskrevs av Gustavo R. Spinelli och Eileen D. Grogan 1990. Macrurohelea similis ingår i släktet Macrurohelea och familjen svidknott. Inga underarter finns listade i Catalogue of Life.